# Comores nos Jogos Olímpicos de Verão de 2020
As Comores participam nos Jogos Olímpicos de Verão de 2020 em Tóquio. Originalmente programados para ocorrerem de 24 de julho a 9 de agosto de 2020, os Jogos foram adiados para 23 de julho a 8 de agosto de 2021, por causa da pandemia COVID-19. Será a sétima participação da nação nas Olimpíadas.

## Competidores
Abaixo está a lista do número de competidores nos Jogos.
| Esporte   | Masculino | Feminino | Total |
| --------- | --------- | -------- | ----- |
| Atletismo | 1         | 0        | 1     |
| Judô      | 1         | 0        | 1     |
| Natação   | 1         | 0        | 1     |
| Total     | 3         | 0        | 3     |

## Atletismo
Comores recebeu uma vaga de Universalidade da IAAF para enviar um atleta às Olimpíadas.
- Nota– As posições para os eventos de pista são em relação à bateria do atleta
- Q = Qualificado para a próxima fase
- q = Qualificado para a próxima fase como o perdedor mais rápido ou, em eventos de campo, pela posição sem atingir o alvo para qualificação
- NR = Recorde nacional
- N/A = Fase não aplicável para o evento
- Bye = Atleta não precisou disputar aquela fase

Eventos de pista e estrada
| Atleta        | Evento                        | Eliminatória | Eliminatória | Quartas-de-final | Quartas-de-final | Semifinal | Semifinal | Final     | Final   |
| Atleta        | Evento                        | Resultado    | Posição      | Resultado        | Posição          | Resultado | Posição   | Resultado | Posição |
| ------------- | ----------------------------- | ------------ | ------------ | ---------------- | ---------------- | --------- | --------- | --------- | ------- |
| Fadane Hamadi | 110 m com barreiras masculino |              |              |                  |                  |           |           |           |         |

## Judô
Comores inscreveu um judoca no torneio olímpico após receber uma vaga pela Comissão Tripartite da International Judo Federation.
Masculino
| Atleta           | Evento | Fase de 32           | Oitavas-de-final     | Quartas-de-final     | Semifinais           | Repescagem           | Final / BM           | Final / BM |
| Atleta           | Evento | Adversário Resultado | Adversário Resultado | Adversário Resultado | Adversário Resultado | Adversário Resultado | Adversário Resultado | Posição    |
| ---------------- | ------ | -------------------- | -------------------- | -------------------- | -------------------- | -------------------- | -------------------- | ---------- |
| Housni Thaoubani | -81 kg |                      |                      |                      |                      |                      |                      |            |

## Natação
Comores recebeu um convite de Universalidade da FINA para enviar nadadores de melhor ranking em seus respectivos eventos individuais nas Olimpíadas, baseado no Sistema de Pontos da FINA de 28 de junho de 2021. 
| Atleta          | Evento               | Eliminatória | Eliminatória | Semifinal | Semifinal | Final | Final   |
| Atleta          | Evento               | Tempo        | Posição      | Tempo     | Posição   | Tempo | Posição |
| --------------- | -------------------- | ------------ | ------------ | --------- | --------- | ----- | ------- |
| Mohamed Ibrahim | 50 m livre masculino |              |              |           |           |       |         |